# Sulla rivoluzione
Sulla rivoluzione (On Revolution) è un saggio di filosofia della storia di Hannah Arendt, pubblicato per la Penguin di New York nel 1963, dove la saggista e filosofa tedesca naturalizzata statunitense, analizza il fenomeno della "rivoluzione" come quella qualità umana che è in grado di avviare consapevolmente una iniziativa politica.

## Contenuti
Il saggio della Arendt prende spunto dalla distinzione tra le nozioni e i fenomeni della "guerra" e della "rivoluzione" destinando a quest'ultima l'espressione di libera volontà, a differenza della guerra che è invece frutto della "necessità".
Una nozione, quella della "libertà", che muove fin dalle prime righe introduttive del saggio della Arendt:
(Hannah Arendt, Sulla rivoluzione, incipit; traduzione di Maria Magrini)
La Arendt prosegue con una critica alla nozione di "storia", intesa come un processo inevitabile, formulata da Hegel e oppone il fenomeno della Rivoluzione americana a quello della Rivoluzione francese. Quest'ultima ha ritenuto di affrontare innanzitutto la questione sociale finendo in un disastro, a differenza della prima che invece si è limitata a risolvere la questione politica, avendo quindi successo. Se nel processo politico si inserisce la questione "economica", allora questo viene inteso non più con le caratteristiche della "volontarietà" quanto piuttosto viene inteso come "inevitabile". Nonostante la valutazione positiva espressa nei confronti della Rivoluzione americana, la Arendt osserva che gli Stati Uniti hanno dimenticato le proprie origini rivoluzionarie e impediscono l'innovazione al proprio interno, situazione sclerotizzata criticata dalla filosofa di origini tedesche. La soluzione a questa impasse può provenire solo da una soluzione parlamentare che consenta l'ingresso diretto alla politica dei cittadini americani.